# Алішер Навої
Нізамадді́н Мір Аліше́р Навої́ (чагат./перс. نظام الدین على شير هروی; узб. Alisher Navoiy; *9 лютого 1441 — 3 січня 1501) — узбецький поет («Хамсе»), мислитель, державний діяч. Писав чагатайською, таджицькою і перською мовами. Видатний гуманіст середньовіччя Сходу. Вершина творчості — поеми «Неспокій праведних» (1483), «Лейла і Меджнун» (1484), «Фархад і Ширін» (1484), «Сім планет» (1484), «Іскандерів мур» (1485), збірки віршів, афоризмів тощо.

## Життя

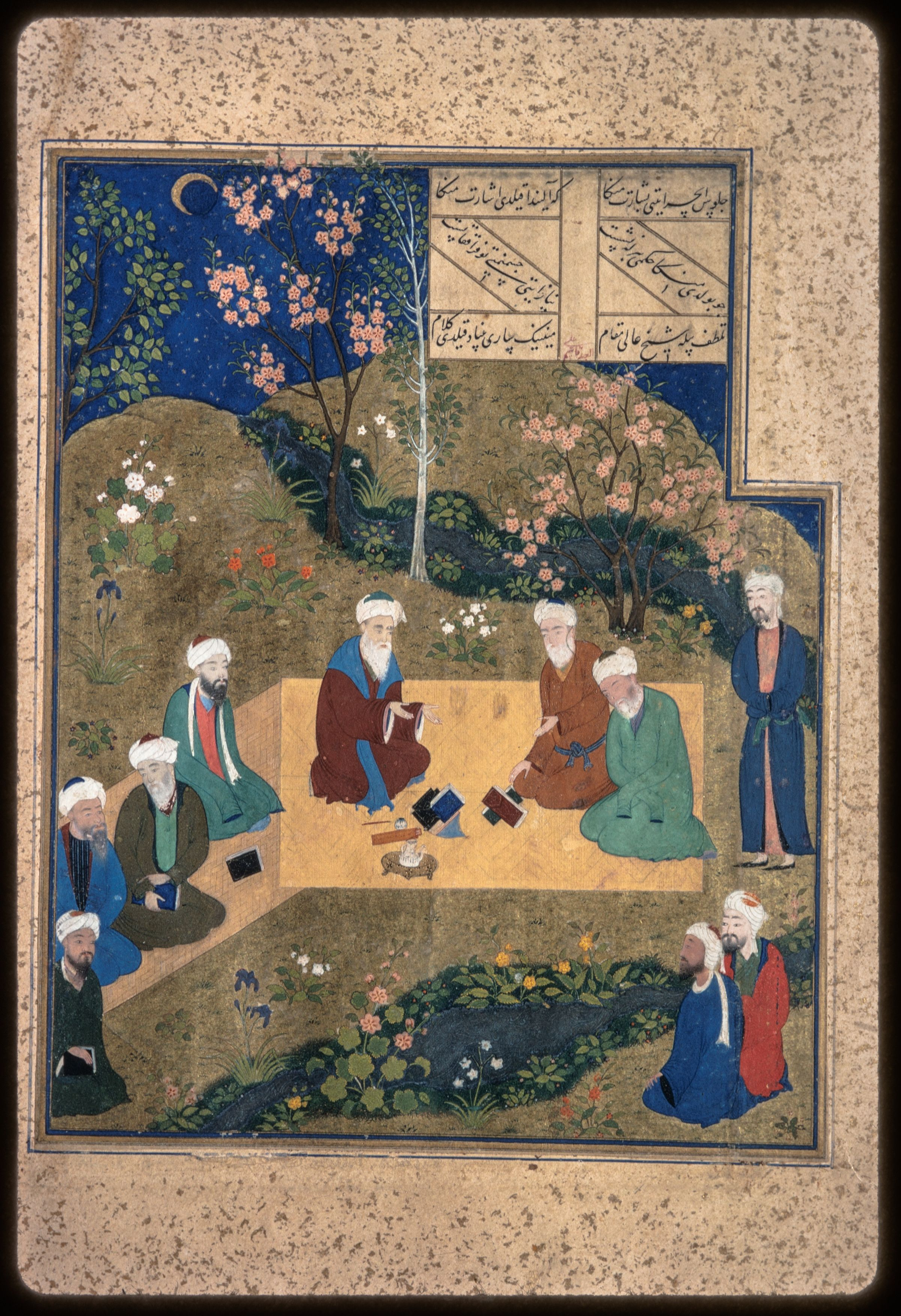
Містики в саду, ілюстрація до «Садд-і Іскандарі» Касіма Алі. Герат, с. 1485. Бодліанська бібліотека

Алішер Наваі народився в 1441 році в місті Герат в родині начитаного тюркського канцелярського писаря. За життя Алішера Герат перебував під владою імперії Тимуридів і став одним із провідних культурних та інтелектуальних центрів мусульманського світу. Алішер належав до класу чагатайської еліти Тимуридів. Батько Алішера, Гіят уд-Дін Кічкіна (Малий), служив високопоставленим офіцером у палаці Шахрукх Мірзи, правителя Хорасана. Його мати служила княжою гувернанткою в палаці. Гіят уд-Дін Кічкіна свого часу обіймав посаду губернатора Сабзавару. Він помер, коли Алішер був молодим, і інший правитель Хорасана Абул-Касім Бабур Мірза взяв опіку над юнаком. 
Алішер був шкільним товаришем Хусайна Байкара, який згодом став султаном Хорасана. Сім'я Алішера була змушена втекти з Герата в 1447 році після того, як смерть Шахруха створила нестабільну політичну ситуацію. Його сім'я повернулася в Хорасан після відновлення порядку в 1450-х роках. У 1456 році Алішер і Байкара вирушили до Мешхеда разом з Ібн-Байсункуром. Наступного року Ібн-Байсункур помер, і шляхи Алішера та Байкара розійшлися. Поки Байкара намагався встановити політичну владу, Алішер продовжував навчання в Мешхеді, Гераті та Самарканді. Після смерті Абу Саїда Мірзи в 1469 році владу в Гераті захопив Хусейн Байкара. Тому Алішер покинув Самарканд і перейшов до нього на службу. У 1472 році Алішер був призначений еміром (командувачем) dīvān-i aʿlā (вищої ради), що зрештою призвело його до конфлікту з могутнім перським бюрократом Маджд ад-Діном Мухаммедом Хвафі через централізаційні реформи останнього, які поставили перед собою небезпека для традиційних привілеїв, якими користувалася тюркська військова еліта. Алішер залишався на службі у Байкара до своєї смерті 3 січня 1501 року. Він був похований у Гераті.

## Робота

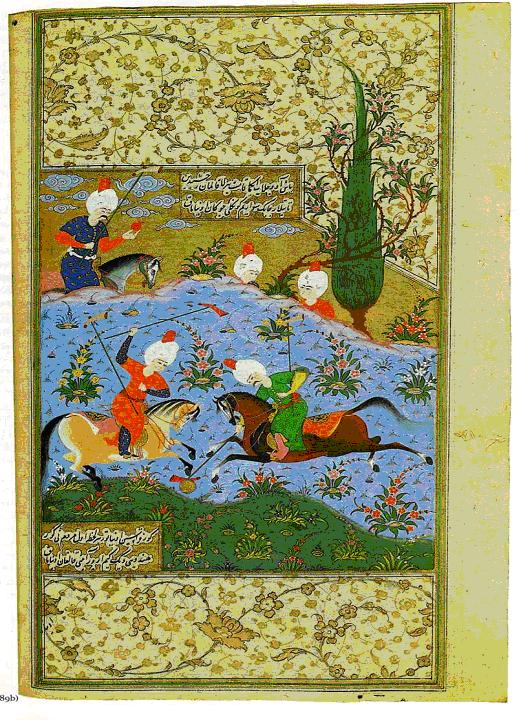
З бібліотеки Сулеймана Пишного

Алішер був державним адміністратором і радником свого султана Хусейна Байкара. Він також був будівельником, який, як повідомляється, заснував, відновив або подарував близько 370 мечетей, медресе, бібліотек, лікарень, караван-сараїв та інших освітніх, благочестивих і благодійних закладів у Хорасані. У Гераті він відповідав за 40 караван-сараїв, 17 мечетей, 10 особняків, 9 бань, 9 мостів і 20 басейнів. 
Крім того, він був пропагандистом і покровителем науки, мистецтва та літератури, музикантом, композитором, каліграфом, художником і скульптором.
Серед багатьох видатних діячів, яких фінансово підтримував Алішер, можна відзначити істориків Мірхонда (помер у 1498 р.), Хвандаміра (помер у 1535/6 р.) та Доулатшах Самарканди (помер у 1495/1507 р.); поети Джамі (помер 1492), Асафі Хараві (помер 1517), Сайфі Бухарі (помер 1503), Хатіфі (помер 1521), Бадріддін Хілалі (помер 1529/30); і музиканти Шейх Най і Хусейн Уді.

## Вшанування пам'яті
На його честь названо місто в Узбекистані.
Пам'ятник Алішеру Навої у містах Самарканд, Ташкент, Душанбе.

Ім'ям Алішера Навої названо проспект у Києві, вулицю у Львові та провулки в Донецьку, Полтаві та Ужгороді. 

Монумент Навої у Ташкенті

## Переклади українською
Українською мовою поему Алішера Навої «Фархад і Ширін» переклав Микола Бажан:
- Навої Алішер. Фархад і Шірін / Алішер Навої; пер.: М. Бажан; вступ. ст.: П. Скосирєв. — Київ: Держлітвидав, 1947. — 423 с.